# Henryk Matuszczyk
Henryk Matuszczyk (ur. 6 lutego 1936 w Sławkowie, zm. 19 sierpnia 2000 roku  w Gdyni) – oficer dyplomowany polskiej Marynarki Wojennej, kontradmirał, nawigator morski.

## Wykształcenie
W 1954 roku ukończył Liceum Ogólnokształcące im. Króla Kazimierza Wielkiego w Olkuszu, a następnie wstąpił na Wydział Pokładowy Oficerskiej Szkoły Marynarki Wojennej w Gdyni. W 1958 roku dowódca Marynarki Wojennej kontradm. Zdzisław Studziński mianował go na pierwszy stopień oficerski. W okresie od 1969 do 1971 roku studiował na Wydziale Dowódczym Wyższej Szkoły Marynarki Wojennej im. Bohaterów Westerplatte w Gdyni, uzyskując tytuł oficera dyplomowanego. W latach 1981–1982 odbył Podyplomowe Studia Operacyjno-Strategiczne w Akademii Sztabu Generalnego Wojska Polskiego im. gen. broni Karola Świerczewskiego. Był także absolwentem kursu przeszkolenia oficerów szczebla operacyjnego (1979). 

## Przebieg służby
Pierwsze stanowisko – pomocnika dowódcy ORP „Dzik” – objął po ukończeniu Oficerskiej Szkoły Marynarki Wojennej w dywizjonie trałowców Brygady Ochrony Wodnego Rejonu Głównej Bazy Marynarki Wojennej w Helu. Później pełnił identyczną funkcje na bliźniaczych trałowcach bazowych projektu 254M – OORP „Mors” oraz „Bizon”. 2 czerwca 1965 roku został zastępcą dowódcy ORP „Delfin”, również projektu 254M, w 13. dywizjonie trałowców bazowych 9. Flotylli Obrony Wybrzeża w Helu. W dniu 30 listopada 1965 roku rozpoczął dowodzenie trałowcem bazowym ORP „Krogulec” projektu 206F, a od 17 listopada 1967 roku dowodził ORP „Orlik” i I grupą okrętów 13. dywizjonu trałowców. 13 listopada 1971 roku został starszym pomocnikiem szefa Wydziału Operacyjno-Szkoleniowego w Sztabie 9. Flotylli Obrony Wybrzeża. Od 6 grudnia 1973 roku do 2 lutego 1974 roku był szefem Wydziału Organizacyjnego i Planowania w Sztabie Komendy Portu Wojennego Hel, po czym wyznaczono go szefem Sztabu Komendy Portu Wojennego Hel. 
25 października 1978 objął dowództwo nad 13. dywizjonem trałowców bazowych, natomiast od 4 czerwca 1983 roku zajmował stanowisko szefa sztabu – I zastępcy dowódcy 9. Flotylli Obrony Wybrzeża im. kontradm. Włodzimierza Steyera. W okresie 19 sierpnia 1983 roku – 19 lutego 1993 roku dowodził 8. Flotyllą Obrony Wybrzeża w Świnoujściu. 24 lutego 1993 roku został komendantem-rektorem Akademii Marynarki Wojennej im. Bohaterów Westerplatte w Gdyni. Z dniem 3 października 1994 roku zakończył zawodową służbę wojskową.

## Awanse oficerskie
- podporucznik marynarki – 9 października 1958
- porucznik marynarki – 15 września 1961
- kapitan marynarki – 15 lipca 1966
- komandor podporucznik – 5 października 1971
- komandor porucznik – 24 września 1975
- komandor – 25 września 1981
- kontradmirał – 9 listopada 1992

## Odznaczenia
- Krzyż Kawalerski Orderu Odrodzenia Polski (1985)
- Złoty Krzyż Zasługi (1978)
- Srebrny Krzyż Zasługi (1973)
- Medal Za Ofiarność i Odwagę (1975)
- Złoty Medal „Siły Zbrojne w Służbie Ojczyzny” (1978)
- Srebrny Medal Siły Zbrojne w Służbie Ojczyzny
- Złoty Medal „Za zasługi dla obronności kraju” (1982)